# تاكومي أوزاوا (لاعب كرة قدم)
تاكومي أوزاوا (باليابانية: 小澤 巧) (7 مايو 1990 في كاناغاوا في اليابان – )؛ هو لاعب كرة قدم كان يلعب كمهاجم.

## وصلات خارجية
- تاكومي أوزاوا على موقع رابطة كرة القدم اليابانية للمحترفين (اليابانية)